# Америка-Дорада
Америка-Дорада (порт. América Dourada)  —  муниципалитет в Бразилии, входит в штат Баия. Составная часть мезорегиона Северо-центральная часть штата Баия. Входит в экономико-статистический микрорегион Иресе. Население составляет 15 955 человек на 2006 год. Занимает площадь 743,889 км². Плотность населения — 21,4 чел./км².

## Статистика
- Валовой внутренний продукт на 2003 год составляет 30 088 134,00 реалов (данные: Бразильский институт географии и статистики).
- Валовой внутренний продукт на душу населения на 2003 год составляет 1885,58 реалов (данные: Бразильский институт географии и статистики).
- Индекс развития человеческого потенциала на 2000 год составляет 0,564 (данные: Программа развития ООН).